# Prêmio Elfriede Grünberg
Desde 2000, O Prêmio Elfriede Grünberg da iniciativa contra fascismo de Wels é conferido anualmente por mérito em luta contra o nacional-socialismo. O prêmio é assim nomeado em homenagem à Austríaca Elfriede Grünberg, uma vítima do holocausto. 

## Historia
Elfriede Grünberg (Wels, 1 de abril de 1929 – Maly Trostinec, 15 de julho 1942) era uma vítima jovem do holocausto.
 Ela era filha mais jovem dos cinco filhos de Max e Ernestine Grünberg que imigraram da Romênia para a Áustria em 1920. A família era judaica e membro da comunidade judaica de Linz. 
Em 1936, a família mudou-se para Pernau, onde podia esconder-se na casa de amigos. Dois anos depois, Max, o pai de Elfriede, mudou-se para Viena a fim de emigrar para Xangai em 1939. Elfriede e o resto da sua família foram, provavelmente, enviados para Viena, onde todos os judeus eram reunidos para posteriormente serem deportados para os campos de concentração. 
No dia 9 de junho de 1942 Elfriede Grünberg e sua mãe foram deportados para o campo de concentração de Maly Trostinez. No dia 15 de junho do mesmo ano Elfriede, provavelmente, foi morta em um caminhão de gás. 
No dia 14 de agosto de 2008 três pedras-obstáculo do artista Gunter Demnig foram instalados em Wels para lembrar o destino de Elfriede Grünberg, da sua mãe e tia.

## Laureados
- 2000 Johann Kalliauer, Rudolf Anschober, Wilhelm Achleitner, Raimund Buttinger
- 2001 Reinhard Kannonier, Rudolf Kropf, Michael John, Erwin Peterseil
- 2002 Waltraud Neuhauser, Karl Ramsmaier, Josef Adlmannseder, Günter Kalliauer
- 2003 Herta Eva Schreiber, Rudolf Haunschmid, Albert Langanke, Wolfgang Quatember
- 2004 Ursula Hüttmayr, Erich Gumplmaier, Andreas Gruber, Wolfgang Neugebauer
- 2005 Ludwig Laher, Irmgard Schmidleithner, Gunther Trübswasser, Mümtaz Karakurt
- 2006 Leopold Engleitner, Bernhard Rammerstorfer, Irmgard Aschbauer, Georg Oberhaidinger
- 2007 Gülcan Gigl, Martin Kranzl-Greinecker, Gerhard Skiba, Norbert Leitner
- 2008 Brigitte Geibinger, Gertraud Jahn, Anita Eyth, Norbert Trawöger
- 2009 Thomas Böhler, Leo Furtlehner, Walter Hofstätter, Marie-José Simonet
- 2010 Martha Gammer, Astrid Hackl, Ernst Huber, Rudolph Lehner
- 2011 Peter Lechner, Andreas Maislinger, Gitta Martl, Uwe Sailer
- 2012 Margit Hauft, Christian Schörkhuber, Karin Wagner, Peter Weidner
- 2013 Anna Hackl, Sonja Ablinger, Maria Buchmayr, Mary Kreutzer
- 2014 Mario Born, Hermann Hochreiter, Jürgen Pächter, Markus Rachbauer